# Roland Omoruyi
Roland Omoruyi (ur. 5 czerwca 1959) – nigeryjski bokser wagi półśredniej, uczestnik Letnich Igrzysk Olimpijskich 1980 oraz Letnich Igrzysk Olimpijskich 1984. 

## Kariera amatorska
Podczas igrzysk w Moskwie, startował w tejże wadze. Odpadł już w pierwszej rundzie, po porażce z reprezentantem Finlandii, Kalevi Marjamą. 
Na następnych igrzyskach w Los Angeles, Omoruyi także startował w wadze półśredniej. W pierwszej rundzie miał wolny los. W drugiej rundzie przegrał przez RSC z Bernardem Wilsonem z Grenady. 